# Gussínoie
Gussínoie (en rus: Гусиное) és un poble de l'óblast d'Astracan, a Rússia, segons el cens del 2010 tenia 653 habitants.